# 호세 미겔 곤살레스
호세 미겔 곤살레스 마르틴 델 캄포(스페인어: José Miguel González Martín del Campo), 보통 줄여서 미첼(Míchel)은 은퇴한 스페인의 축구 선수이다. 포지션은 미드필더였다.

## 클럽 경력
미첼은 교통사고 때문에 27세의 나이로 은퇴한 축구 선수의 아들이었다. 13세의 나이로 레알 마드리드 CF에 입단했으며, 1982년 4월 11일 CD 카스테욘과의 경기에서 데뷔전을 치렀다. 그는 에밀리오 부트라게뇨, 미겔 파르데사, 라파엘 마르틴 바스케스, 마놀로 산치스와 독수리 군단(Quinta del Buitre)을 이루며 팀의 중흥기를 이끌었다. 그는 팀에서 2번의 UEFA컵 우승(1984-85, 1985-86), 6번의 프리메라리가 우승(1985-86, 1986-87, 1987-88, 1988-89, 1989-90, 1994-95), 2번의 코파 델 레이 우승(1988-89, 1992-93), 4번의 수페르코파 데 에스파냐 우승(1988, 1989, 1990, 1993)과 1번의 코파 데 라 리가 우승(1984-85)을 했다.
1994년 그는 심한 무릎부상에 걸렸고, 1994-95시즌의 대부분을 못뛰게 되었다. 1995-96시즌을 마지막으로 그는 팀을 떠났고, 동료 부트라게뇨가 뛰고 있던 클럽 셀라야로 이적했다. 1997년 그곳에서 은퇴했다.

## 국가대표팀 경력
그는 스페인 축구 국가대표팀의 일원으로서 활약하기도 했는데, 66경기에 나와 21골을 넣었다.
1990년에는 월드컵에도 출전해 대한민국을 상대로 해트트릭을 기록하기도 했다. 1986년에는 스페인 올해의 축구 선수상을 수상했다

## 지도자 경력
은퇴 후 감독이 되어 라요 바예카노와 레알 마드리드 카스티야의 감독직을 맡은 후 헤타페 CF, 세비야 FC를 거쳐 2013년 그리스의 올림피아코스 FC의 감독으로 부임하여 UEFA 챔피언그 16강 진출 및 리그 우승을 이루어 냈다. 그러나, 2014-15 시즌에 리그에서 성적이 부진하자, 2015년 1월 6일에 경질 통보를 받았다.